# Linia kolejowa Sulmona – Carpinone
Linia kolejowa Sulmona-Carpinone – włoska linia kolejowa łącząca miasto Sulmona z Carpinone. Ma 118,1 km długości i składa się z sześciu stacji pośrednich między dwoma krańcami. Została otwarta w 1897.